# Güzlav von Rotermund
Güzlav von Rotermund (* 1535; † 28. April 1603 in Franzburg; auch Gutslaf von Rotermund) war ein deutscher Amtshauptmann und Fürstlicher Rat im Herzogtum Pommern.

## Leben
Güzlav von Rotermund entstammte der auf Rügen ansässigen adligen Familie von Rotermund und war der Sohn des Balzer von Rotermund auf Boldevitz und der Margarete von Barnekow. Er studierte an verschiedenen deutschen und italienischen Universitäten, so etwa 1555 in Bologna. Anschließend trat er ihn den Dienst des Herzogs Johann Albrecht I. von Mecklenburg, später in den Dienst des Königs Friedrich II. von Dänemark.
1569 ging er nach Pommern zurück und wurde Amtshauptmann von Neuenkamp, das zusammen mit Barth dem Herzog Bogislaw XIII. als Apanage zugeteilt worden war. 1570 erwarb er das Dorf Teschenhagen auf Rügen und das Dorf Cordshagen bei Miltzow, wo er eine Burg mit Wachturm errichten ließ, die er Engelswacht nannte.
Während seiner Amtszeit wurde ab 1578 in Neuenkamp auf den Resten der Klosteranlage ein herzogliches Schloss errichtet, dessen Bau er beaufsichtigte. Die durch Bogislaw XIII. veranlasste Einrichtung einer Manufaktursiedlung, die den Namen Franzburg erhielt, soll auf seinem Ratschlag beruhen. Das als Konkurrenz zu Stralsund entworfene und bald gescheiterte Projekt führte zu Streitigkeiten mit der Hansestadt.
In den Jahren 1584–1595 war Rotermund Landvogt von Rügen.
Güzlav von Rotermund war seit 1575 mit Eva von Krakewitz aus dem Hause Divitz vermählt und hatte mit ihr sieben Töchter und einen Sohn Kasper. „Gutz. R. war mit Eva, Tochter des Jasper v. Krakewitz auf Divitz und der Anna v. Bredow, Wittwe des Melchior v. d. Lancken seit 1575 verheirathet. Von seinen Tóchtern waren Margaretha an Gotke v. d. Osten auf Batewitz, Anna erst an Joachim v. Stralendorf auf Gresen, dann an Gebhard v. Moltke auf Teutenwinkel und Wesselsdorf, Eva an Jacob Mórder auf Múskow, Ilse an Hans Krassow auf Pansevitz und Parsnevitz, Catharina an - Wackenitz und Clara erst an Andreas Berglasen auf Teschevitz, herzogl. Land-Rentmeister und dann an Bogislaf v. Platen (+ 1632) a. d. H. Pantelitz-Parchow verheirathet. Der Sohn Caspar ging in die Dienste des Herzogs Johann Albrecht von Mecklenburg, dessen Oberhofmeister, Geheimer Rath und Hauptmann zu Stargard er wurde.“ Am 7. Juni 1603 wurde Rotermund in der Kirche in Reinkenhagen beigesetzt.